# Itzer

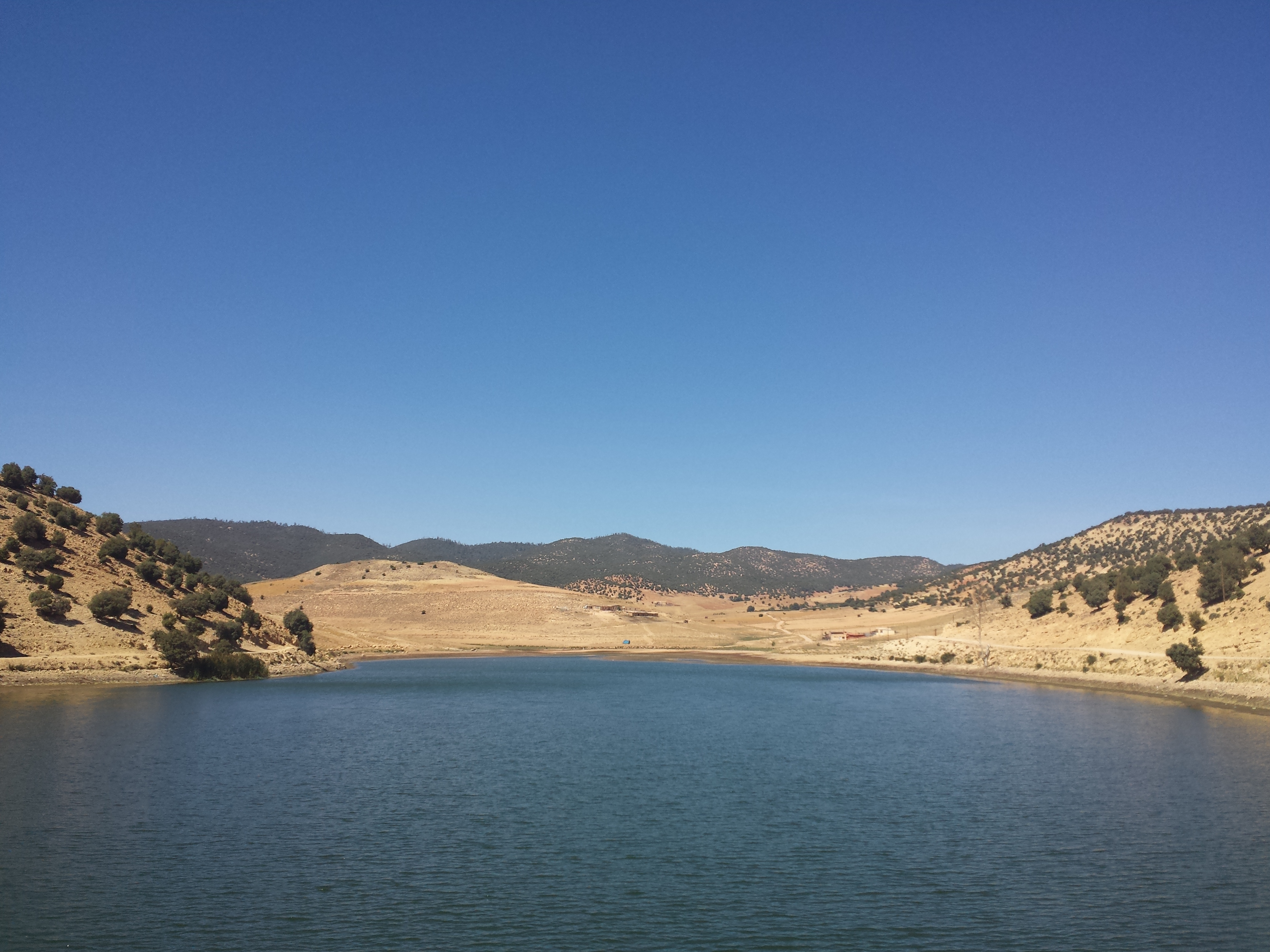
Bergsee Aguelmame Sidi Ali

Itzer (Zentralatlas-Tamazight ⵉⵜⵥⵔ, arabisch إيتزر) ist eine Kleinstadt mit knapp 6000 Einwohnern im Mittleren Atlas in Marokko.

## Lage und Klima
Itzer liegt etwa 85 km (Fahrtstrecke) südlich der Bergstadt Azrou bzw. gut 50 km nordwestlich von Midelt in einer Höhe von etwa 1880 m. Nahe beim Ort verläuft die viel befahrene Verbindungsstraße zwischen den Metropolen des Nordens (Fès/Meknès) und denen des Südens (Errachidia/Erfoud/Rissani). Die Temperaturen sind vergleichsweise gemäßigt; Niederschläge (ca. 400 mm/Jahr) fallen nahezu ausschließlich im Winterhalbjahr.

## Bevölkerung
| Jahr      | 1994  | 2004 | 2014 | 2024 |
| Einwohner | k. A. | 5947 | 5896 | 5700 |

Die Bevölkerung der Kleinstadt besteht nahezu ausschließlich aus Angehörigen verschiedener Berberstämme der Umgebung. Viele sind aus soziokulturellen Gründen (Hoffnung auf Arbeit, Verbesserung der materiellen Lebensbedingungen und der Gesundheitsvorsorge, bessere Möglichkeiten zur schulischen Ausbildung der Kinder etc.) seit den 1970er Jahren zugewandert.

## Wirtschaft
Die Lebensweise der Bevölkerung war jahrhundertelang halbnomadisch geprägt; Schaf- und Ziegenherden bildeten die Grundlagen des Überlebens.

## Geschichte und Sehenswürdigkeiten
- Die Kleinstadt war ein ehemaliger Marktort (souk), ist aber weitgehend modern und hat keine historischen oder kulturellen Sehenswürdigkeiten.

Umgebung
- An der Nordgrenze des Gemeindegebiets befinden sich mehrere kleine Bergseen.